# Vologases III
Vologases III (em parta: 𐭅𐭋𐭂𐭔; romaniz.: Walagaš) foi xainxá do Império Arsácida de 110 a 147, filho e sucessor de Pácoro II (r. 78–110). Seu reinado foi marcado por conflitos civis e guerras. Na sua ascensão, teve que lidar com o usurpador Osroes I (r. 109–129), que conseguiu tomar a parte ocidental do império, o que deixou Vologases III no controle de suas partes orientais. Depois que Osroes I violou o Tratado de Randeia com os romanos ao nomear Partamásiris como rei da Armênia em 113, o imperador Trajano (r. 98–117) invadiu as terras partas, tomando brevemente as cidades partas de Selêucia do Tigre e Ctesifonte e alcançando o golfo Pérsico. Esses ganhos duraram pouco; todas as conquistas romanas foram perdidas após a morte de Trajano em 117. Vologases III, cujos domínios orientais permaneceram intocados, aproveitou o estado enfraquecido de Osroes I para recuperar o território perdido e finalmente o derrotou em 129. Outro contendor chamado Mitrídates V apareceu logo depois, mas também foi derrotado por Vologases III, em 140.
Vologases III teve que enfrentar uma invasão dos nômades alanos de 134 a 136, enquanto no leste procurou aumentar as ações políticas e militares em resposta à ampliação do Império Cuchana. Sob o imperador Antonino Pio (r. 138–161), uma vez ocorreram distúrbios na Armênia devido à nomeação de um novo rei pelos romanos na Armênia. Vologases III, no entanto, não protestou, seja por não ser poderoso o suficiente, ou possivelmente porque não queria colocar em risco o próspero comércio de longa distância, do qual o Estado parta estava obtendo grandes receitas. Vologases III foi sucedido pelo filho de Mitrídates V, Vologases IV, em 147.

## Nome
Vologases, Vologeso (Vologaesus), Vologesso (Vologessus) ou Vologeses são as formas latinas do parta Valagaxe (𐭅𐭋𐭂𐭔, Walagaš). A etimologia do nome não é clara, embora Ferdinand Justi proponha que Valagaxe seja um composto das palavras "força" (varəda) e "bonito" (gaš ou geš em persa moderno). Foi atestado em persa novo como Balaxe (بلاش, Balāš), em persa médio como Vardaquexe (Wardāḫš) ou Valaquexe (Walāḫš), em armênio como Valarxe (*Վաղարշ, *Vałarš), em árabe como Valaxe, Balaxe (بلاش, Valāš / Balāš) e Gulaxe (جولاش, Gulāš) e em grego como Olagado (*Ολαγαδος, via gen. Ολαγαδου), Olagedo (*Ολαγαίδος, Olagaídos, via gen. Ολαγαίδου), Ologado (*Ολογαδος, via gen. Ολογαδου), Uologedo (Ουολόγαιδος, Ouológaidos), Uologeos (Ουολόγεος, Ouológeos), Vologeso (Ουολόγαισος, Ouológaisos), Vologido (Βολόγίδος, Vológídos), Vologedo (Βολόγεδος, Vológedos), Ualases (*Ουαλάσες, via gen. Ουαλάσου) ou Ualasses (*Ουαλάσσες, via gen. Ουαλάσσου)

## Reinado

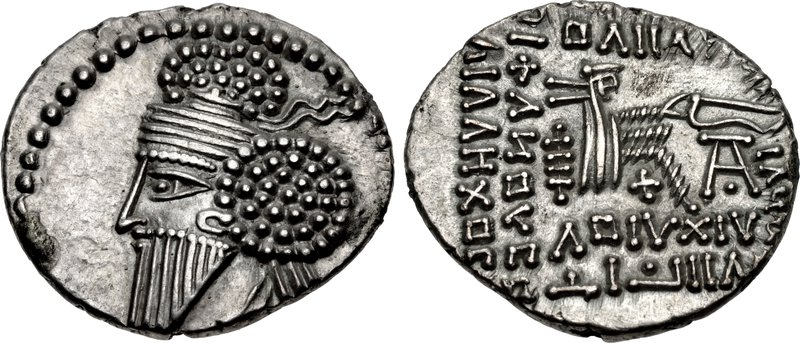
Dracma de

Vologases III era filho de Pácoro II (r. 78–110). Durante os últimos anos do reinado de Pácoro, Vologases III cogovernou com ele. Um contendor parta chamado Osroes I apareceu em 109. Pácoro morreu no mesmo ano e foi sucedido por Vologases III, que continuou a luta de seu pai com Osroes I pela coroa. Osroes I conseguiu tomar a parte ocidental do império, incluindo a Mesopotâmia, enquanto Vologases III governou no leste. Osroes I violou o Tratado de Randeia com os romanos ao depor Axídares, irmão de Vologases III, e nomear o irmão deste último, Partamásiris, como rei da Armênia em 113. Isto deu ao imperador Trajano (r. 98–117) um pretexto para invadir o domínio parta e tirar vantagem da guerra civil em curso entre Vologases III e Osroes I. Trajano conquistou a Armênia e a transformou em província romana em 114. Em 116, Trajano capturou Selêucia do Tigre e Ctesifonte, as capitais dos partos. Trajano chegou até ao golfo Pérsico, onde forçou o governante vassalo parta de Caracena, Atambelo VII, a pagar tributo. Temendo uma revolta dos partos, Trajano instalou Partamaspates, filho de Osroes I, no trono de Ctesifonte.

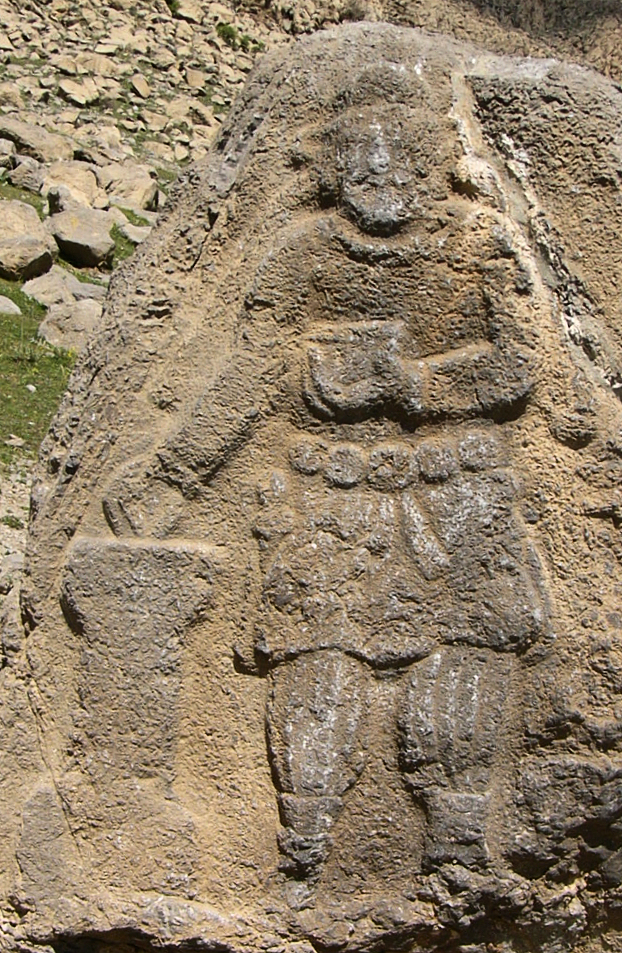
Relevo de Vologases em Beistum

Contudo, estes ganhos duraram pouco; revoltas ocorreram em todos os territórios conquistados, com os babilônios e judeus expulsando os romanos da Mesopotâmia, e os armênios causando problemas sob a liderança de certo Sanatruces. Após a morte de Trajano em 117, os partos removeram Partamaspates do trono e restabeleceram Osroes I. O sucessor de Trajano, Adriano (r. 117–138) renunciou aos remanescentes das conquistas de Trajano no leste e reconheceu o Tratado de Randeia, com o príncipe parta Vologases I tornando-se o novo rei da Armênia. O estado enfraquecido da parte ocidental do Império Arsácida deu a Vologases III - cujos domínios orientais permaneceram intocados - a oportunidade de recuperar o território perdido tomado por Osroes I.
Vologases III finalmente conseguiu remover Osroes I do poder em 129. No entanto, pouco depois, um novo contendor chamado Mitrídates V apareceu. Vologases III também enfrentou novos desafios em outros lugares; em 134, o rei da Ibéria, Farasmanes II (r. 117–138) fez com que os nômades alanos invadissem os domínios dos partos e dos romanos. Chegaram até à Albânia, Média Atropatene, Arménia e Capadócia; acabaram sendo repelidos dois anos depois, após muitos obstáculos e pesados custos econômicos. No leste, Vologases III procurou aumentar as ações políticas e militares em resposta à ampliação do Império Cuchana. Vologases III derrotou e depôs Mitrídates V em 140.
Sob o sucessor de Adriano, Antonino Pio (r. 138–161), ocorreu um distúrbio depois que os romanos nomearam um novo rei na Armênia. Vologases III, no entanto, não protestou, seja por não ser poderoso o suficiente, ou possivelmente porque não queria colocar em risco o próspero comércio de longa distância, do qual o Estado parta estava obtendo receitas substanciais. Pode ter tentado recuperar terras perdidas anteriormente para o Império Cuchana. Uma única fonte budista registra que o governante cuchana Canisca I derrotou uma invasão parta durante a época de Vologases III. Vologases III foi sucedido pelo filho de Mitrídates V, Vologases IV, em 147.

## Cunhagem e relevos
Sob Pácoro II, o uso da imagem da deusa grega Tique no reverso das moedas partas tornou-se mais regular do que o do rei sentado com um arco, especificamente nas casas da moeda de Ecbátana. Isto foi revertido em Vologases III. Raramente, um templo do fogo é representado no verso de suas moedas. No anverso de suas moedas há um retrato dele usando a mesma tiara de seu pai. Um relevo rochoso em Beistum retrata um monarca parta, provavelmente Vologases III.